# シャーロック・ホームズの宇宙戦争
『シャーロック・ホームズの宇宙戦争』（シャーロック・ホームズのうちゅうせんそう、英：Sherlock Holmes's War of the Worlds）は、マンリー・W・ウェルマンとウェイド・ウェルマン親子の共作によるアメリカのSF小説。題名の通り、「シャーロック・ホームズが（H・G・ウェルズの）『宇宙戦争』に遭遇していたら?」という内容になっている。

## 概要
前述の通り、コナン・ドイルのシャーロック・ホームズシリーズと、H・G・ウェルズの『宇宙戦争』を題材としたSF小説であるが、他にも両者の作品から人物や事象が採用されている。とはいえ、ウェルズの方はSF短編「水晶の卵」を前日談として組み込まれているに留まっている（これ自体は特筆すべきことではなく、本来の解釈通りであるが、当事者にホームズを採用している）。
ドイルの作品からは、ホームズ・シリーズからはジョン・H・ワトスン、ハドスン夫人といったおなじみの面々などが登場する。一方、『失われた世界』などの主役であるチャレンジャー教授も登場して活躍しており、本作の主人公は彼とホームズの2人である。また、出番は少ないながら、同作のジョン・ロクストン卿も登場する。
なお、本作は全5部で構成されているが、前半の3編の記録者はエドワード・ダン・マローン、後半の2編の記録者はワトスン、と設定されている。ハドスン夫人に関する記述は、マローンとワトスンでは大きく食い違っている（マローンは、チャレンジャー教授の友人かつ新聞記者）。